# 対生成

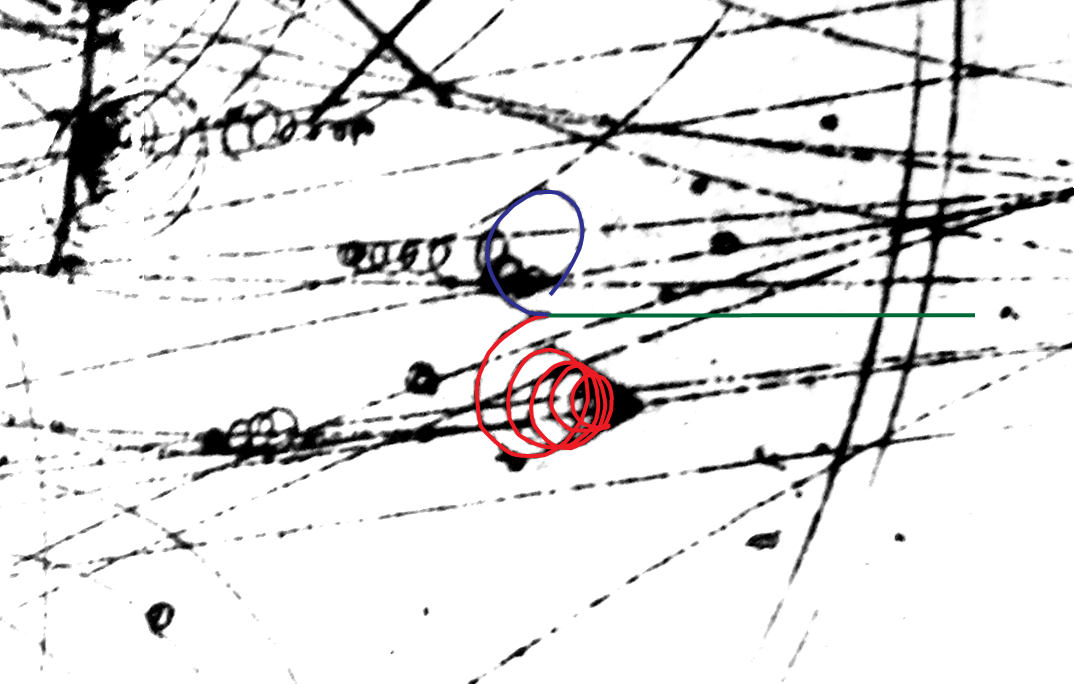
泡箱による電子対生成の観測記録

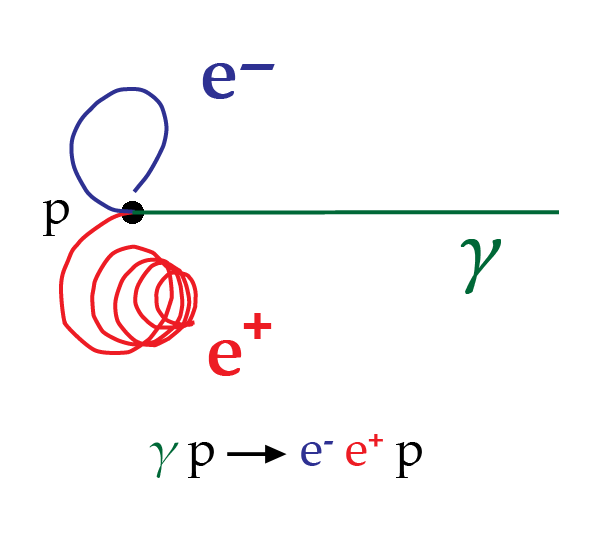
緑：右側から入射した光子 γ、青：対生成した電子 e^{-}、赤：対生成した陽電子 e^{+}
電子と陽電子は泡箱の磁場によるローレンツ力で螺旋軌道（電荷が逆なので回転方向も逆）を描き、電荷を持たない光子は直進する（入射軌道は推定）

対生成（ついせいせい、Pair production）とは、光と物質との相互作用に関する量子力学用語で、エネルギーから物質（粒子と反粒子）が生成する自然現象を指す。逆反応は対消滅。
1930年、ポール・ディラックが2年前に発表したディラック方程式の解として予言し、1932年、カール・デイヴィッド・アンダーソンの電子対生成発見により立証された。その後加速器実験により、各中間子やミュー粒子、陽子についても観測されている。

## 概要

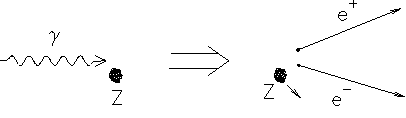
原子核Zに光子γが入射して、対生成が生ずる

上図の反応のファインマン・ダイアグラムによる表現

光と物質の相互作用には、エネルギーレベルにより光電効果、トムソン散乱、コンプトン散乱、対生成が知られており、対生成は最も高レベルで生じる現象となる。
対生成にかかわるエネルギーレベル（波長）の光子とはガンマ線を指す。これが原子核などに入射（衝突）すると相互作用により運動エネルギーを失うが、これは特殊相対性理論で言う静止エネルギーとなり、対生成を確率的に発生する。
γ → e−
  + e+
 
電子対生成に必要なガンマ線のエネルギーは、電子と陽電子の静止質量の和に相当する1.02MeV以上だが、陽子対生成には1.88GeV以上が必要となる。高エネルギーのガンマ線を得るのは困難なので、現在陽子を20GeV程度に加速し、原子核中の同じ陽子に衝突させて静止エネルギーを得る手法（p + p → p + p + p + p）が取られている。

### 真空崩壊
原子番号が173を超える超重原子のK殻（1s軌道）の電子の束縛エネルギーは、対生成に必要なエネルギーを超える。もし、1s軌道に電子がない場合は、ディラックの海にある負のエネルギー準位にある電子が、そのままのエネルギーで1s軌道に遷移し、対生成が起こる。この現象は真空の崩壊と呼ばれている。ただし、このような超重原子は安定的に存在しないため、超ウラン原子核同士を加速して近接させ、瞬間的に形成される擬似的な超重原子が放出する陽電子を検出する試みが行われている。

### 宇宙論,素粒子物理学
ビッグバン理論によると初期宇宙では、誕生から10秒後まで種々の素粒子が対生成と対消滅を繰り返していたと考えられている。
対不安定型超新星では、末期の恒星中心で高エネルギーガンマ線による対生成と対消滅が高頻度で生じ、正のフィードバックによる高温が生じる。